# Méouane
Méouane ist eine Gemeinde (commune) im Département Tivaouane der Region Thiès, gelegen im zentralen Westen Senegals. Sie ist Sitz der Präfektur des Arrondissement de Méouane und besteht aus dem namensgebenden Hauptort (chef-lieu) sowie weiteren Dörfern (villages) und Weilern (hameaux).

## Geographische Lage
Méouane liegt nahe der Grande-Côte hinter dem Gürtel der Küstendünen in den fruchtbaren Feuchtgebieten der Zone des Niayes westlich des Erdnussbeckens Senegals, 15 Kilometer nordnordöstlich der Départementspräfektur Tivaouane und 85 Kilometer nordöstlich von Dakar. Das Gemeindegebiet hat eine Fläche von 331,90 km². Benachbarte Kommunen sind im Uhrzeigersinn Ndande, Mérina Dakhar, Koul und Mékhé im Osten, Pire Goureye im Süden, im Westen Taïba Ndiaye und Darou Khoudoss und im Norden Kab Gaye.

## Geschichte
Das Dorf Méouane war seit 1976 Hauptort einer Landgemeinde (communauté rurale) und die erhielt 2014, wie in Senegal alle communautés rurales, den landesweit einheitlichen Status einer Gemeinde (commune).

## Bevölkerung
Die letzten Volkszählungen ergaben jeweils folgende Einwohnerzahlen:
| Jahr | Einwohner |
| ---- | --------- |
| 2002 | 23.289    |
| 2013 | 35.615    |
| 2023 | 46.289    |

## Verkehr und Infrastruktur
Das Gebiet von Méouane wird von dem Fernstraßennetz Senegals insofern erschlossen, dass einige Ortschaften im Südosten an der Nationalstraße N 2 liegen, die von Tivaouane durch die östliche Nachbarstadt Mékhé führt. Der Hauptort Méouane ist von Süden über eine sieben Kilometer lange Schotterpiste erreichbar, die in Pire Goureye von der N2 abzweigt. Ferner führt durch den Nordosten des Gemeindegebietes die seit 2012 als Nationalstraße klassifizierte, hier aber nur als Schotterpiste ausgebaute N 9. Sie führt von Mékhé, vorbei am Minengebiet von Darou Fall Diogo, zu dem Küstenort Fass Boye an die Grande-Côte.
Im Westen des Gemeindegebietes hat Méouane Anteil an den Phosphatlagerstätten bei dem Dorf Tobène, deren Ergiebigkeit auf 50 Millionen Tonnen Phosphat geschätzt wird, und die von den Industries chimiques du Sénégal (ICS) abgebaut werden. Weite andere Gebiete entlang der Westgrenze sind von Abraumhalden bedeckt.
Nahe der N9 ist seit Anfang 2017 der als Centrale solaire Santhiou Mékhé oder Senergy 1 bekannte Solarpark mit einer installierten Leistung von 30 MW in Betrieb.